# Les Dents de sabre
Pour plus de détails, voir Fiche technique et Distribution.
Les Dents de sabre (Attack of the Sabretooth) est un téléfilm américano-australien réalisé par George Trumbull Miller, diffusé le 9 juillet 2005 sur Sci Fi Channel.

## Fiche technique
- Titre : Les Dents de sabre
- Titre original : Attack of the Sabretooth
- Réalisation : George Trumbull Miller
- Scénario : Phil Botana et Tom Woosley
- Musique : Tim Jones
- Photographie : Mark Melville
- Montage : Cindy Clarkson
- Costumes : Michael Chisholm
- Production : Phil Botana, Tom Parkinson, Lance Thompson et Tom Woosley
- Sociétés de production : Film Brokers International et Wood Canyon Ventures
- Budget : 2,8 millions de dollars américains
- Pays d'origine : États-Unis, Australie
- Format : Couleurs - 1,78:1 - Dolby - 35 mm
- Genre : Action, aventure, comédie horrifique, thriller et science-fiction
- Durée : 90 minutes
- Date de diffusion : 9 juillet 2005 (États-Unis, sur Sci Fi Channel)

## Distribution
- Robert Carradine : Grant
- Nicholas Bell (en) : Niles
- Brian Wimmer : Brian
- Stacy Haiduk : Savannah
- Rawiri Paratene (en) : Sachariah
- Susanne Sutchy : Autumn
- Cleopatra Coleman : Alys
- Amanda Stephens : Alaina
- Natalie Avital : Collette
- Billy Aaron Brown (en) : Kirk
- Parry Shen (en) : Robbie
- Nathaniel Kiwi : Alan
- Bonnie Piesse : Sharona

## Autour du film
- Le tournage s'est déroulé sur une île des Fidji.
- À l'inverse d'autres animaux préhistoriques, le tigre à dents de sabre a rarement été mis en scène au cinéma. Sa première véritable apparition remonte à La Guerre du feu, en 1981. Il faudra ensuite attendre 2002 pour le revoir dans le film d'animation L'Âge de glace, ainsi que dans Jurassic Tiger, le tigre aux crocs d'or. Plus récemment, le smilodon apparaissait de nouveau dans 10 000 (2008).